# Assassinat a Losera

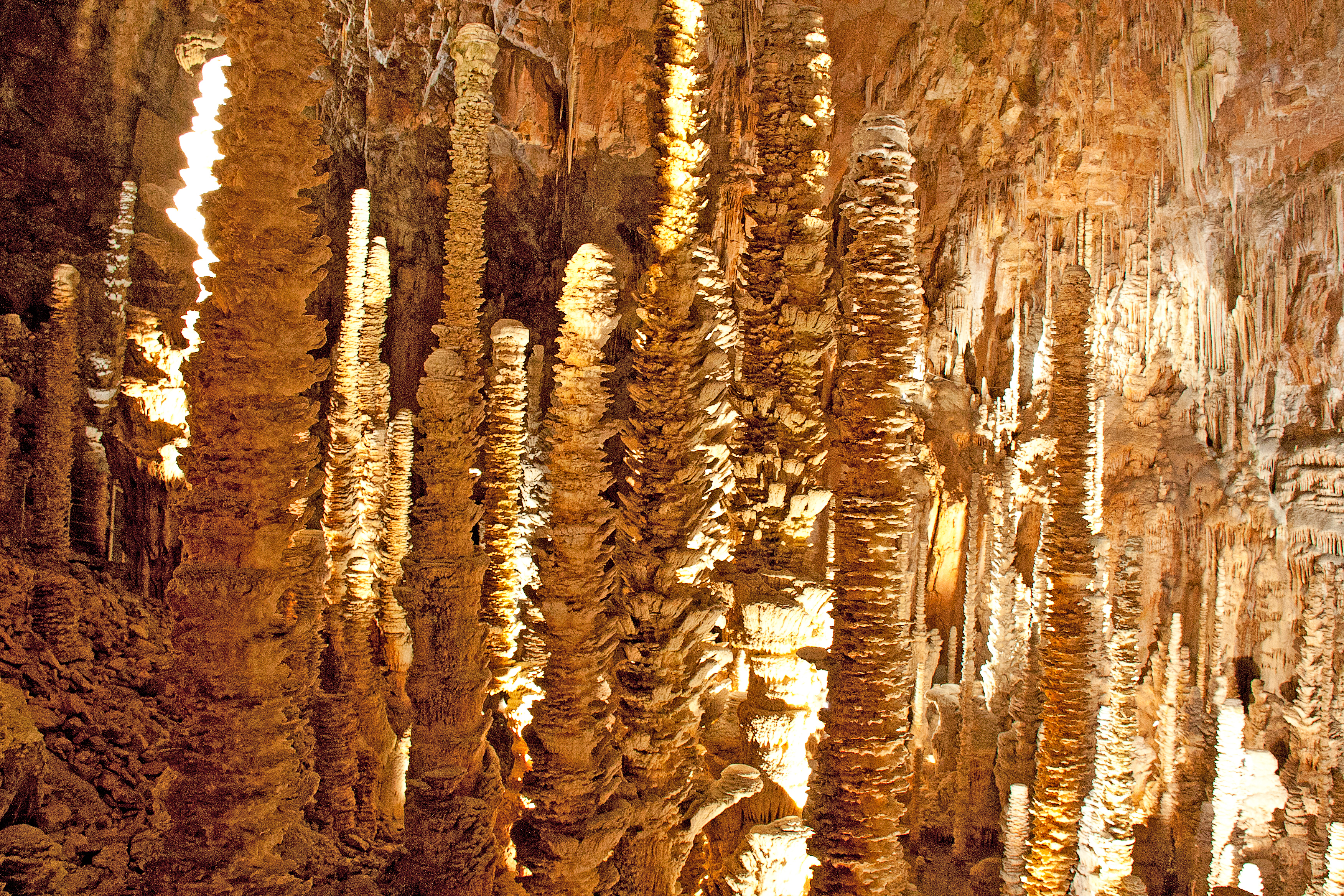
El bosc d'estalagmites de l'avenc Armand, on comença la pel·lícula.

Assassinat a Losera (títol original en francès, Crime en Lozère) és un telefilm francobelga dirigit per Claude-Michel Rome el 2014. S'ha doblat al català per a TV3.
És la seqüela de Crime en Aveyron del mateix director, amb els mateixos dos actors principals. Tres capítols addicionals, Crime à Aigues-Mortes, Assassinats a Martigues i Assassinats a Mauçana, es van realitzar els anys 2015, 2016 i 2017, sempre pel mateix director i amb els mateixos dos actors interpretant els mateixos dos personatges principals. Després van venir Assassinat a Luberon el 2018, després Crime dans l'Hérault el 2020 i Assassinat a Larzac el 2021, amb Florence Pernel i Guillaume Cramoisan en el paper d'un altre capità de la gendarmeria francesa.
El telefilm es va rodar al Losera i l'Avairon, al parc nacional de les Cevenes, així com als municipis de Maruèis, Santa Enimia i Vairau.
Es va estrenar a Bèlgica el 5 d'octubre de 2014 a La Une, i a França el 13 de desembre del mateix any al canal France 3. Va ser vista per 4.500.000 persones, amb un 18,4% de quota de pantalla. Durant la seva reemissió el 13 de febrer 2016, la pel·lícula va ser vista per 3.660.000 persones, cosa que va representar el 16,1% de quota.
La pel·lícula és una coproducció de Paradis Films, Be-Films i RTBF.

## Sinopsi
A l'abisme de l'avenc Armand, al Losera, es descobreix el cos apunyalat al cor d'en Jérôme Sennac, pagès i guia voluntari. Fins al lloc dels fets, s'hi desplacen la fiscal adjunta Élisabeth Richard i Paul Jansac, ascendit a comandant de gendarmeria, per dur a terme la investigació.

## Repartiment
- Florence Pernel: Élisabeth Richard
- Vincent Winterhalter: Paul Jansac
- Jérôme Anger: Jean-Yves Lagarrigue
- Barbara Cabrita: Béatrice Lagarrigue
- Sophie Broustal: Violaine Valière
- Renaud Leymans: Julien Cazagnes
- Jean-Pierre Michaël: Gilles Monteillet
- Didier Pain: Mathieu Valière